# The Principle of Doubt
The Principle of Doubt — третий студийный альбом прогрессив трэш-метал группы Mekong Delta, вышедший в 1989 году.

## Об альбоме
The Principle of Doubt был записан в 1989 году. Сюжет альбома переплетается с сюжетом романа Стивена Дональдсона «Хроники Томаса Ковенанта, Неверующего» (англ. The Chronicles of Thomas Covenant the Unbeliever)

## Список композиций
1. «A Question of Trust» — 3:27
2. «The Principle of Doubt» — 4:48
3. «Once I Believed» — 4:30
4. «Ever Since Time Began» — 4:25
5. «Curse of Reality» — 4:28
6. «Twilight Zone (Lord Fouls Hort)» — 3:29
7. «Shades of Doom» — 4:05
8. «The Jester» — 5:52
9. «El Colibri» — 1:16
10. «No Friend of Mine» — 3:47

## Участники записи
- Вольфганг Боргманн — вокал
- Уве Бальтруш — гитара, бэк-вокал
- Франк Фрике — гитара
- Ральф Хьюберт — бас, акустическая гитара
- Йорг Михаэль — ударные, перкуссия, цимбал, гонг